# 川田健
川田 健（かわた けん、1937年 - ）は宮崎県出身の動物園キュレーター。
1937年宮崎県生まれ。宮崎大学農学部卒。東京動物園協会勤務の後、1969年渡米。カンザス州トピカ動物園飼育係の後、キュレーターとしてインディアナポリス動物園、オクラホマ州タルサ動物園、ミルウォーキー動物園、デトロイトのベルアイル動物園で勤務。1999年からスタッテン島動物園勤務。教育学修士（ノースイースタン州立大学）。

## 著書
- 川田健『アメリカの動物園で暮らしています』どうぶつ社 自然誌選書、1988年。ISBN 4886224121。 NCID BN02877926。
- 樺島忠夫、川田 健（ほか文）『からすの学校 : ほか』光村図書出版 光村ライブラリー 第5巻、2002年。ISBN 9784895281034。 NCID BA60879370。
- 川田健『New York's biggest little zoo : a history of the Staten Island Zoo』Kendall/Hunt Pub.、2003年。ISBN 0757501788。 NCID BA79742815。
- 川田健(ぶん)、薮内正幸(え) 著、今泉吉典(監修) 編『しっぽのはたらき』福音館書店 かがくのとも絵本、2012年。ISBN 9784834003154。 NCID BB11405195。

## 論文
- 国立情報学研究所収録論文 国立情報学研究所
- 川田 健 (1984-11). “アメリカの動物園 (世界の動物園<特集>)”. 動物と自然 (ニュ-・サイエンス社) 14 (13):  13-17. ISSN 03864782. NAID 40002632456.